# Parafia św. Tomasza Apostoła w Kamionie
Parafia świętego Tomasza Apostoła w Kamionie – parafia rzymskokatolicka, znajdująca się w diecezji łowickiej, w dekanacie Skierniewice – Najświętszego Serca Pana Jezusa.